# Ератира (къща)
Имението „Ератира“ (на гръцки: Μέγαρο «Εράτυρα») е емблематична сграда в град Солун, Гърция.

## Местоположение
Имението е разположено на улица „Павлос Мелас“, на ъгъла с улица „Палеон Патрон Германос“.

## История
Сградата е построена в 1929 година от гръцкия инженер Александрос Дзонис. Името на имението е по родното място на архитекта - кожанското село Ератира. Сградата е част от бума на нови жилищни постройки за средната буржоазия вследствие на нови икономически реалности в града и започването на ползването на стоманобетон. Зданието е образец на градска жилищна сграда от този период. Основното влияние върху проекта на Дзонис е естетиката на виенската буржоазия.

## Архитектура
В архитектурно отношение принадлежи към хоризонталните имения, които се появяват за първи път по това време. Имението е направено от стоманобетон, материал, който започва да се използва широко по това време. Състои се от партер, повдигнат първи етаж и пет допълнителни етажа. Вертикалните оси показват лека проекция една по една, която става особено ясна с добавянето на фалшиви колони и колони към централния балкон на четвъртия етаж. Освен това проектираните оси завършват с фронтон с триъгълна корона. Над входната врата има капандур, който позволява на галерията, водеща към стълбището, да бъде осветена. Стълбището завършва със стъклен покрив, който предлага естествена светлина вътре в сградата. Етажните планове на апартаментите са еднакви, тъй като това е гаранция за равенство на всички наематели. В галерията на входа има декоративни, гипсови декорации на тавана и геометрични, керамични плочки на пода.